# Neil Affleck
Neil Affleck (Montreal, 1953) es un actor, animador y director canadiense. Ha trabajado en Los Simpson y Padre de Familia.

## Episodios deLos Simpson
Ha dirigido los siguientes episodios de Los Simpson:
- «The Simpsons Spin-Off Showcase»
- «Lisa the Skeptic»
- «This Little Wiggy»
- «Viva Ned Flanders»
- «Take My Wife, Sleaze»
- «Days of Wine and D'oh'ses»
- «Homer vs. Dignity»